# Liste profanierter Kirchen im Bistum Görlitz
Die Liste profanierter Kirchen im Bistum Görlitz führt Kirchen und Kapellen im Bistum Görlitz auf, die profaniert wurden. Sie wurden oder werden verkauft, umgewidmet, umgebaut oder abgerissen.

## Liste
| Bild | Kirche                                                                      | Ort                         | Dekanat                     | Baujahr                      | Profaniert        | Bemerkungen |
| --- | --------------------------------------------------------------------------- | --------------------------- | --------------------------- | ---------------------------- | ----------------- | --- |
| Bild gesucht Die Wikipedia wünscht sich an dieser Stelle ein Bild vom hier behandelten Ort. Weitere Infos zum Motiv findest du vielleicht auf der Diskussionsseite . Falls du dabei helfen möchtest, erklärt die Anleitung , wie das geht. BW | St. Mariä Himmelfahrt St. Bonifatius                                        | Anna-Mathilde (Senftenberg) |                             | geweiht am 29. Juni 1930     |                   | Als St.-Bonifatius-Kirche geweiht, 1945 zerstört, am 29. Juni 1951 wurde die wiederaufgebaute Kirche als St. Mariä Himmelfahrt geweiht, 1986 im Zuge der Devastierung abgerissen. |
| | Edith-Stein-Kirche                                                          | Cottbus-Sachsendorf         | Dekanat Cottbus-Neuzelle    | 1987–1989                    | 15. Juni 2025     | Verkauf an die Malteser, Umbau vorgesehen |
| Bild gesucht Die Wikipedia wünscht sich an dieser Stelle ein Bild vom hier behandelten Ort. Weitere Infos zum Motiv findest du vielleicht auf der Diskussionsseite . Falls du dabei helfen möchtest, erklärt die Anleitung , wie das geht. BW | St. Georg                                                                   | Crinitz                     |                             | geweiht am 31. März 1946     | 20. August 2015   | |
| | Maria Regina Gloriosa                                                       | Freienhufen                 |                             | geweiht am 4. Juli 1959      | 26. März 2015     | AB 5/2015 |
| Bild gesucht Die Wikipedia wünscht sich an dieser Stelle ein Bild vom hier behandelten Ort. Weitere Infos zum Motiv findest du vielleicht auf der Diskussionsseite . Falls du dabei helfen möchtest, erklärt die Anleitung , wie das geht. BW | Kapelle im St.-Stephanus-Haus (Katholisches Vereinshaus mit Gesellenhospiz) | Görlitz                     | Dekanat Görlitz-Wittichenau |                              |                   | Gebäude erbaut 1889, profaniert nach 1990 |
| Bild gesucht Die Wikipedia wünscht sich an dieser Stelle ein Bild vom hier behandelten Ort. Weitere Infos zum Motiv findest du vielleicht auf der Diskussionsseite . Falls du dabei helfen möchtest, erklärt die Anleitung , wie das geht. BW | Kapelle St.-Josef-Haus                                                      | Görlitz                     | Dekanat Görlitz-Wittichenau |                              | 2. März 2015      | AB 3/2015 |
| | St. Barbara                                                                 | Hörlitz                     |                             | 1934                         | 8. Januar 1998    | |
| Bild gesucht Die Wikipedia wünscht sich an dieser Stelle ein Bild vom hier behandelten Ort. Weitere Infos zum Motiv findest du vielleicht auf der Diskussionsseite . Falls du dabei helfen möchtest, erklärt die Anleitung , wie das geht. BW | Herz Jesu                                                                   | Königshain                  |                             | 1953                         |                   | |
| Bild gesucht Die Wikipedia wünscht sich an dieser Stelle ein Bild vom hier behandelten Ort. Weitere Infos zum Motiv findest du vielleicht auf der Diskussionsseite . Falls du dabei helfen möchtest, erklärt die Anleitung , wie das geht. BW | St. Pius X.                                                                 | Kolkwitz                    |                             | geweiht am 8. Juni 1958      | 14. Januar 2010   | |
| Bild gesucht Die Wikipedia wünscht sich an dieser Stelle ein Bild vom hier behandelten Ort. Weitere Infos zum Motiv findest du vielleicht auf der Diskussionsseite . Falls du dabei helfen möchtest, erklärt die Anleitung , wie das geht. BW | St. Laurentius                                                              | Lieberose                   |                             | geweiht am 1. Dezember 1954  |                   | |
| | Hl. Geist und St. Elisabeth                                                 | Neupetershain               |                             | geweiht am 26. Dezember 1960 | 8. März 2016      | AB 8/2016 |
| Bild gesucht Die Wikipedia wünscht sich an dieser Stelle ein Bild vom hier behandelten Ort. Weitere Infos zum Motiv findest du vielleicht auf der Diskussionsseite . Falls du dabei helfen möchtest, erklärt die Anleitung , wie das geht. BW | Kapelle im Priesterseminar                                                  | Neuzelle                    |                             | geweiht am 2. Mai 1948       |                   | |
| | Maria Königin                                                               | Rückersdorf (Niederlausitz) |                             | geweiht am 27. Oktober 1957  | 21. Mai 2008      | AB 6/2008 |
| | St. Maria vom Sieg                                                          | Ruhland                     | Dekanat Lübben-Senftenberg  | 1958                         | 5. Juli 2023      | AB 6/2023, Dekret vom 23. Juni 2023, Verkauf an Gemeindeglied, eine Kapelle soll bestehen bleiben                                                                                 |
| | St. Josef und St. Petrus Canisius                                           | Sallgast                    |                             | geweiht am 24. Dezember 1953 | 16. Oktober 2015  | AB 10/2015 |
| | St. Martin                                                                  | Schönborn (Niederlausitz)   |                             | geweiht am 12. November 1961 |                   | |
| Bild gesucht Die Wikipedia wünscht sich an dieser Stelle ein Bild vom hier behandelten Ort. Weitere Infos zum Motiv findest du vielleicht auf der Diskussionsseite . Falls du dabei helfen möchtest, erklärt die Anleitung , wie das geht. BW | Marienkapelle                                                               | Schorbus                    |                             |                              |                   | vor 2009 aufgegeben |
| | St. Michael                                                                 | Schwarze Pumpe              | Dekanat Cottbus-Neuzelle    | geweiht am 2. August 1953    | 8. Juli 2023      | AB 6/2023, Dekret vom 6. Juli 2023 |
| Bild gesucht Die Wikipedia wünscht sich an dieser Stelle ein Bild vom hier behandelten Ort. Weitere Infos zum Motiv findest du vielleicht auf der Diskussionsseite . Falls du dabei helfen möchtest, erklärt die Anleitung , wie das geht. BW | St. Joseph                                                                  | Straupitz (Spreewald)       | Dekanat Lübben-Senftenberg  | geweiht am 28. Oktober 1951  | 16. November 2024 | Kapelle |